# Buddha Nullah
Buddha Nullah, Budha Nala o Buddha Dariya és un corrent d'aigua de temporada, que recorre la regió de Malwa de Punjab, a l'Índia i, després de passar pel districte de Ludhiana, molt poblat, desguassa al riu Sutlej, afluent del riu Indus. Avui també s'ha convertit en una font important de contaminació a la regió i també al principal riu Sutlej, ja que es contamina després d'entrar a la ciutat Ludhiana molt poblada i industrialitzada, convertint-la en un desguàs obert. També cal dir que la gran àrea del sud-oest del Punjab només depèn de l'aigua dels canals per al reg i l'aigua de Buda Nullah entra a diversos canals després de les instal·lacions d'Harike a prop de Firozpur, afectant així zones àmplies com Malout, Zira, Lambi superior, mentre que Les zones que alimenta el canal Sirhind són les més afectades per la seva contaminació.
El 2006, una organització de drets humans amb seu a Ludhiana va presentar un cas sobre l'estat del Nullah a la Comissió de Drets Humans de l'Estat de Punjab (PSHRC) i fins i tot va convidar l'ambientalista, Balbir Singh Seechewal, que abans havia fet una campanya de neteja dels 164 km del l'altament contaminat riu Kali Bein amb l'ajut dels seus seguidors i sense l'ajut del govern, perquè donés suport a la causa de netejar el Nullah. Un estudi de la Universitat Agrícola de Punjab el 2008, va revelar la presència de toxines i metalls pesants a la cadena alimentària a causa de l'ús de l'aigua del riu, per conrear hortalisses i altres cultius. El va seguir un altre estudi de l'Escola de Salut Pública, del Departament de Medicina Comunitària, PGIMER, Chandigarh i la Taula de Control de la Contaminació de Punjab (PPCB), que també va mostrar pesticides d'heptaclor, beta-endosulfan i clorpirifòs en concentracions superiors al límit màxim de residus en mostres d'aigua subterrània i canalitzada que s'utilitza per beure. Els pesticides també es van detectar en mostres de pinso, hortalisses, sang, boví i llet humana, indicant que aquests han entrat a la cadena alimentària a causa de l'ús d'escorrenties agrícoles i el reg del camp amb aigua residual. Amb l'enverinament creixent del sòl, la regió que en el seu moment va ser batejada com la "llar de la Revolució Verda", ara per l'ús excessiu d'adob químic, s'anomena “L'altre Bhopal”, i fins i tot els creditors de la Revolució han començat a admetre que s'havien equivocat, ara que veuen terres errades i vides perdudes pels suïcidis de pagès en aquest "graner de l'Índia".